# 武陵银鳞蛛
武陵银鳞蛛（学名：Leucauge wulingensis）为肖蛸科银鳞蛛属的动物。在中国大陆，分布于湖北、四川等地。该物种的模式产地在湖北宣恩、鹤峰、四川秀山。